# Régiment d'Artois
Pour les articles homonymes, voir régiment d'Artois (homonymie).
Le régiment d'Artois est un régiment d'infanterie du royaume de France, créé en 1610 sous le nom de régiment de Beaumont, devenu sous la Révolution le 48e régiment d'infanterie de ligne.

## Création et différentes dénominations
- 24 avril 1610 : création du régiment de Beaumont
- 15 novembre 1628 : renommé régiment de Chastellier-Barlot
- 3 juillet 1634 : renommé régiment de Bellenave
- novembre 1638 : renommé régiment de Villandry
- 4 février 1645 : renommé régiment de Navailles
- 1652 : renommé régiment d’Herbouville
- 1666 : renommé régiment de Saint-Vallier
- 1671 : renommé régiment de Châteauneuf
- 1673 : renommé régiment d’Artois, au nom de cette province
- 1er janvier 1791 : devient le 48e régiment d’infanterie de ligne

## Colonels et mestres de camp
- 24 avril 1610 : Charles Le Normand, comte de Beaumont
- 15 novembre 1628 : Léon de Chastelier-Barlot
- 3 juillet 1634 : Claude Le Loup de Beauvoir, marquis de Bellenave
- novembre 1638 : Balthazar Le Breton, marquis de Villandry
- 1642 : Louis, baron puis vicomte de Poudenx, maréchal de camp le 4 mai 1651[1], mort au service du roi
- 4 février 1645 : Philippe de Montaut-Besnac, marquis puis duc de Navailles, né en 1619, maréchal de camp le 1er août 1647, lieutenant général des armées du roi le 20 septembre 1650, maréchal de France le 30 juillet 1675, † 5 février 1684
- juillet 1652 : N., comte d’Herbouville
- 1666 : Pierre Félix de La Croix de Chevrières, comte de Saint-Vallier
- 1671 : N. de Phelippeaux de Châteauneuf
- 28 février 1673 : Henri d’Anglure, marquis de Bourlemont, brigadier le 24 février 1676, † mars 1677
- 29 août 1675 : N. d’Anglure, chevalier de Bourlemont
- 28 décembre 1675 : François Gaston de L’Hotel, marquis d’Escots, brigadier le 24 août 1688, † avril 1690
- avril 1690 : N., marquis d’Escots
- 8 septembre 1692 : Nicolas Simon Arnault, marquis de Pomponne, brigadier le 30 mars 1693, † 9 avril 1737
- 1697 : Philippe d’Orléans, marquis de Rothelin
- 9 mai 1703 : Claude Guillaume Testu, marquis de Balincourt, né le 18 mars 1680, brigadier le 29 mars 1710, maréchal de camp le 1er février 1719, lieutenant général des armées du roi le 1er août 1734, maréchal de France le 19 octobre 1746, † 12 mai 1770
- 6 mars 1719 : Louis Pierre, comte d’Houdetot
- 10 mars 1734 : Louis de Villars-Brancas, comte puis duc de Lauraguais en juillet 1731 puis duc de Brancas le 29 février 1760, né le 5 mai 1714, brigadier le 20 février 1743, déclaré maréchal de camp en novembre 1745 par brevet du 1er mai, déclaré lieutenant général des armées du roi en décembre 1748 par pouvoir du 10 mai, † 1794
- 6 mars 1743 : Claude Gustave Chrétien, marquis des Salles, né le 8 juillet 1706, déclaré brigadier en novembre 1745 par brevet du 1er mai, déclaré maréchal de camp en décembre 1748 par brevet du 10 mai, lieutenant général des armées du roi le 17 décembre 1759
- 1er décembre 1745 : N. de Loménie, marquis de Brienne
- 7 août 1747 : Athanase Louis Marie de Loménie, chevalier puis comte de Brienne, né le 20 avril 1730, brigadier le 10 février 1759, déclaré maréchal de camp en décembre 1762 par brevet expédié dès le 25 juillet, † 10 mai 1794
- 1er décembre 1762 : Louis François de Rosières, marquis de Sorans
- 14 juin 1778 : Claude Antoine de La Forest, comte de Divonne
- 11 novembre 1782 : Anne Louis de Régnier, marquis de Guerchy
- 25 juillet 1791 : Joseph Alexandre de Villeneuve-Tourette
- 21 octobre 1791 : Paul Louis Dargiot de La Ferrière

## Historique des garnisons, combats et batailles du régiment

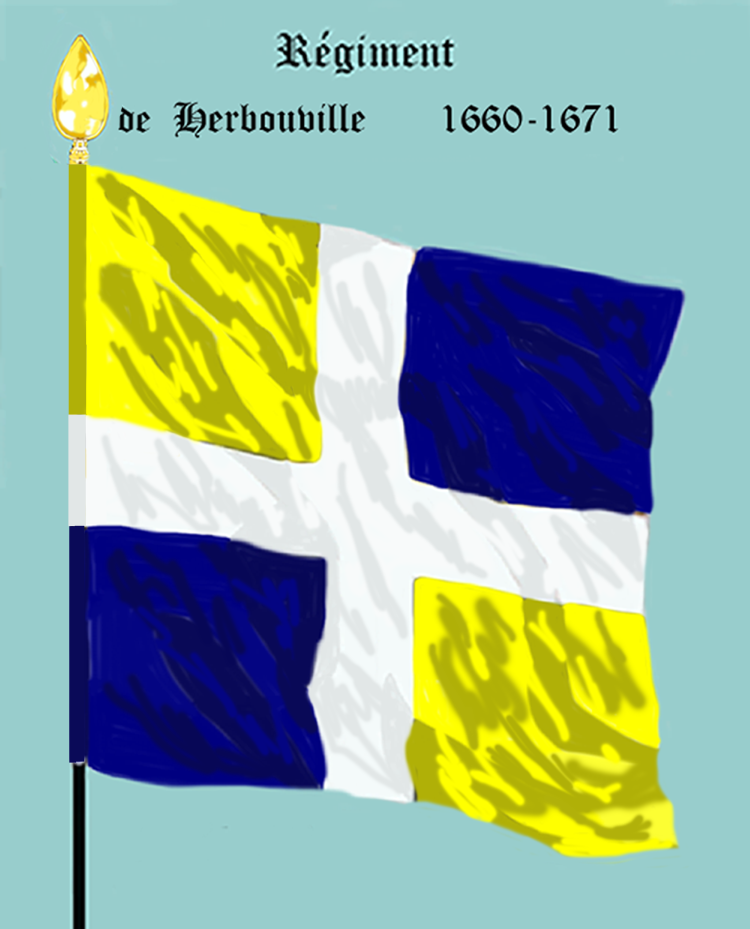
régiment d’Herbouville de 1652 à 1666
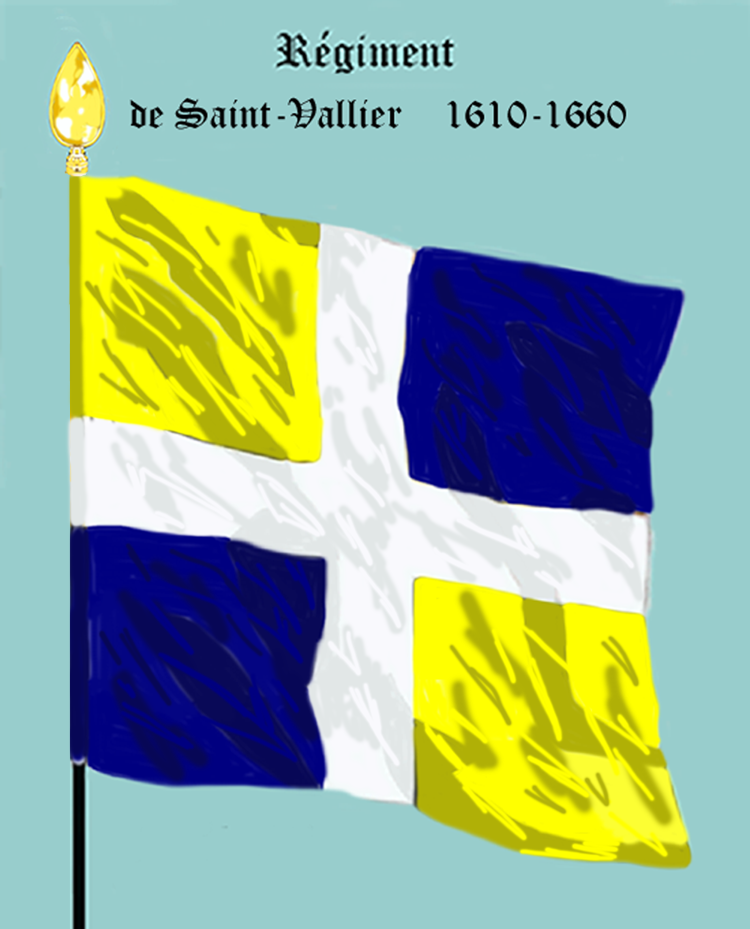
régiment de Saint-Vallier de 1666 à 1671
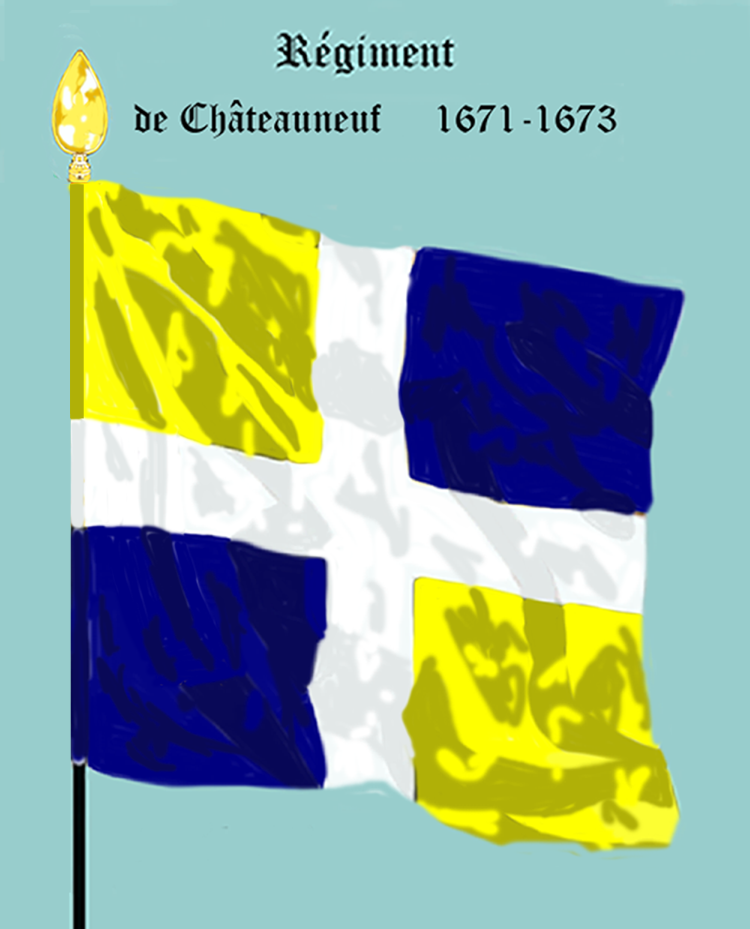
régiment de Châteauneuf de 1671 à 1673
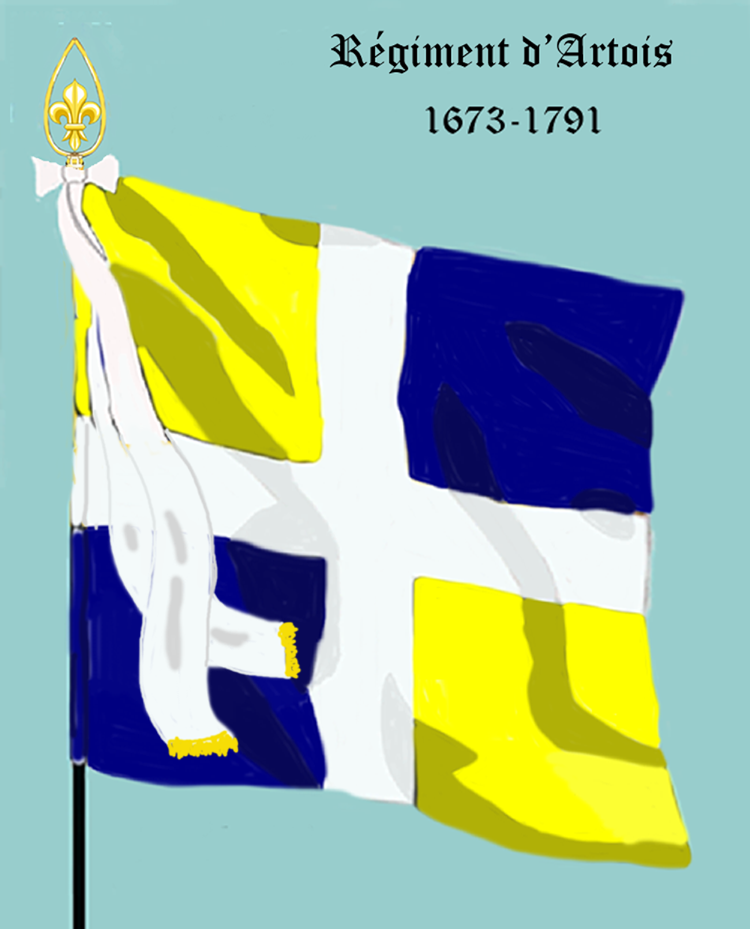
régiment d’Artois de 1673 à 1791

3 drapeaux, dont un blanc Colonel, et 2 d’ordonnance, « jaunes & bleux par opposition, & croix blanches ».
Le régiment est formé en 1610 par le comte de Beaumont Saint-Vallier. Sous Louis XIV en 1670, il fait partie du régiment Royal. En 1671, il est appelé le régiment Châteauneuf, et en 1673, il prend le nom de la province d'Artois. Le roi veut perpétuer le titre du régiment d'Artois en lui donnant le privilège d'être un régiment royal sous la couronne française.

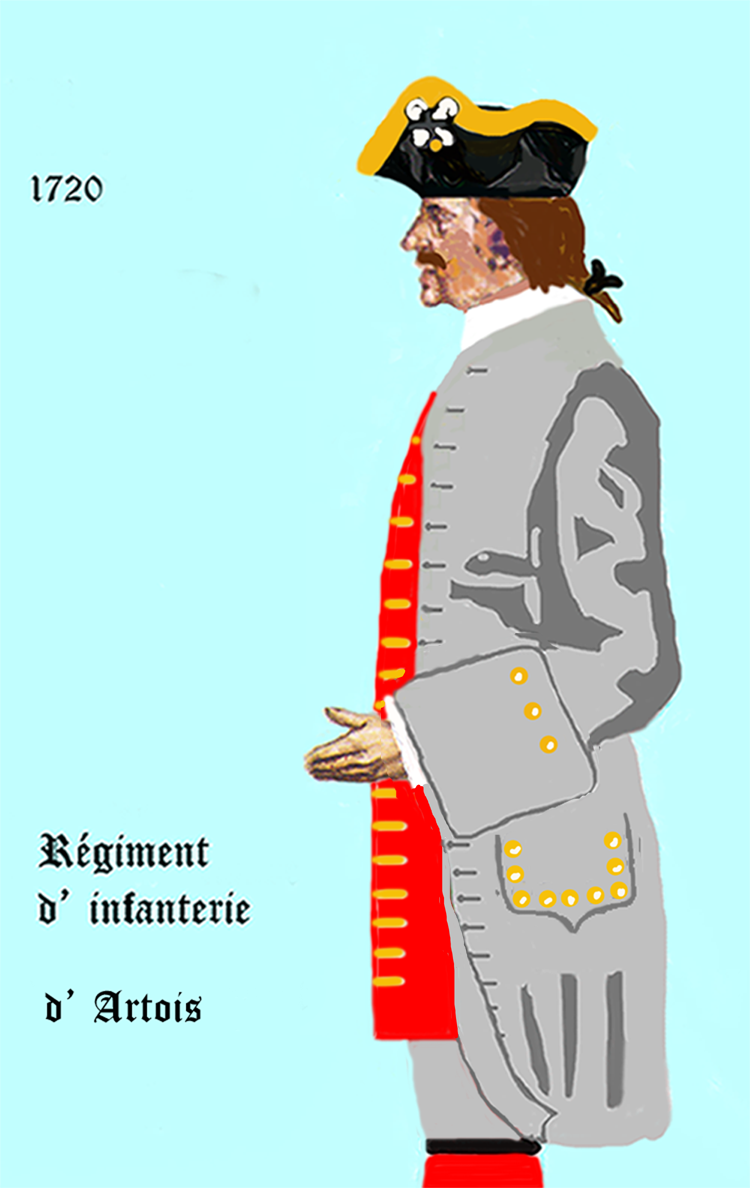
Régiment d’Artois de 1720 à 1734
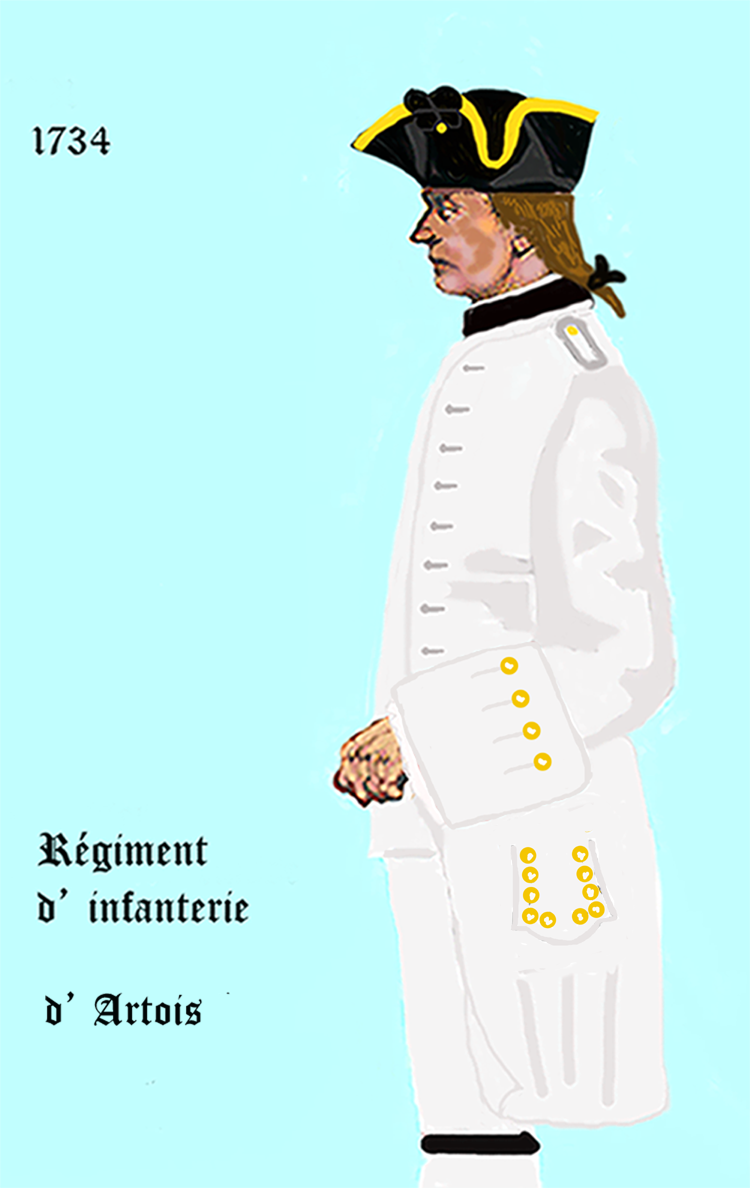
Régiment d’Artois de 1734 à 1762
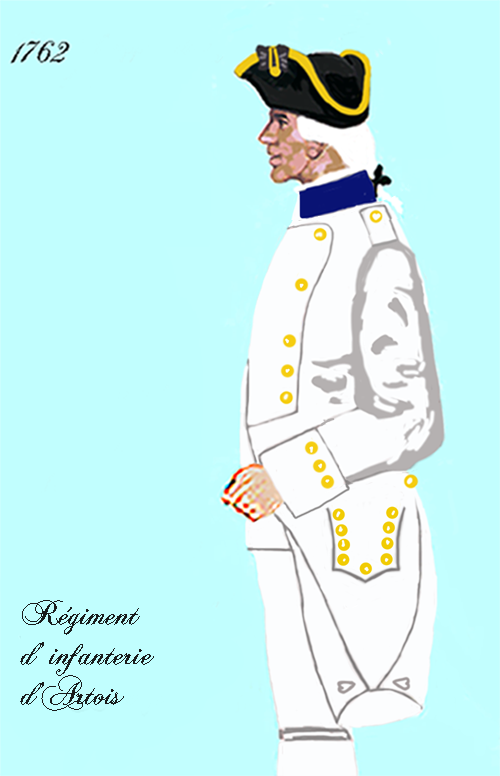
Régiment d’Artois de 1762 à 1776
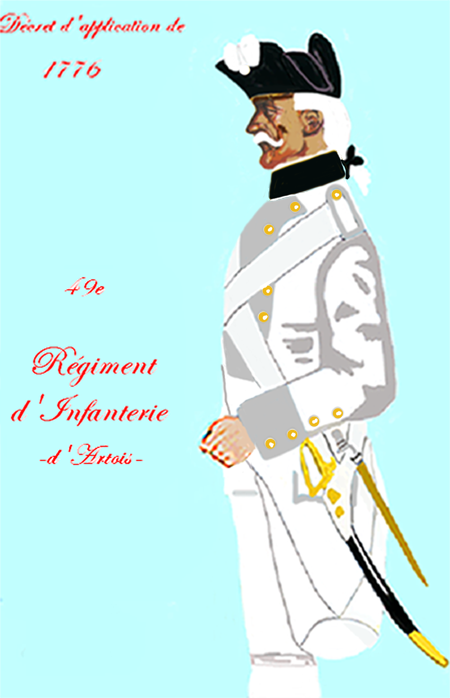
Régiment d’Artois de 1776 à 1779

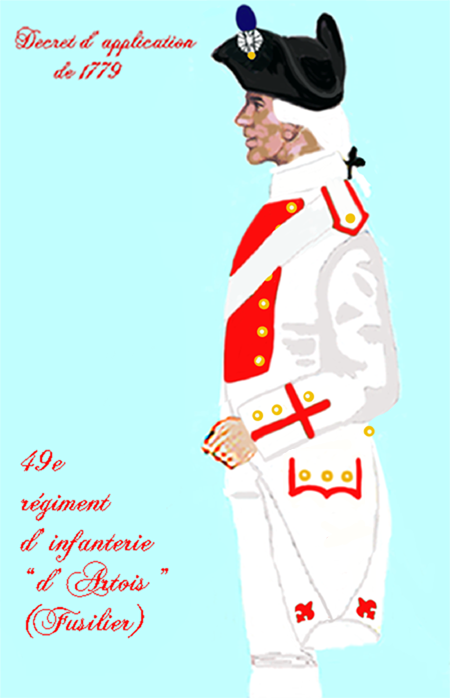
Régiment d’Artois de 1779 à 1786
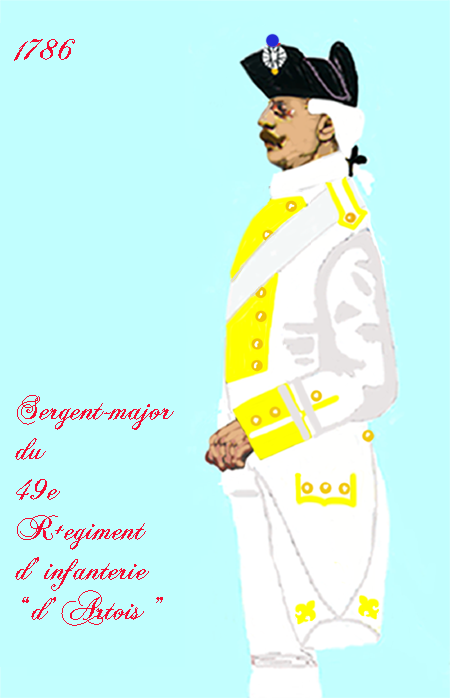
Régiment d’Artois de 1786 à 1791
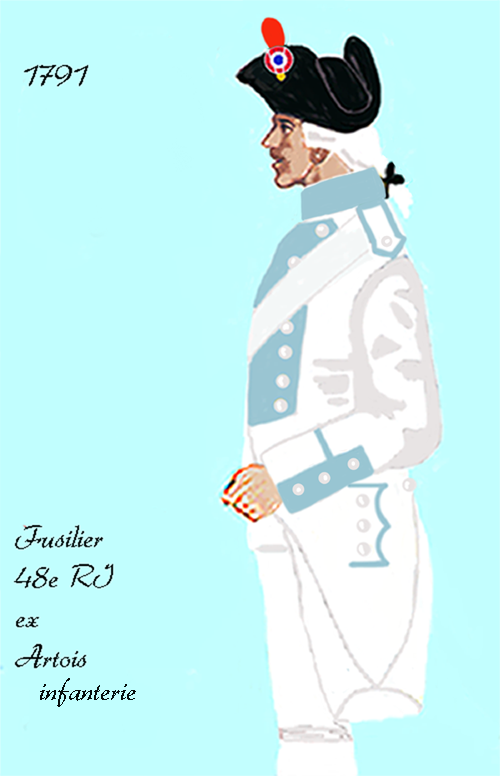
48e régiment d’infanterie de ligne de 1791 à 1794

Lors de la réorganisation des corps d'infanterie français de 1762, le régiment conserve ses deux bataillons. L'ordonnance arrête également l'habillement et l'équipement du régiment comme suit. Habit, parements, revers, veste et culotte blancs, collet bleu, pattes en écusson garnies de neuf boutons, trois sur la hauteur de chaque côté et trois en bas presque en triangle, trois sur les manches, quatre aux revers et quatre au-dessous : boutons jaunes et plats, avec le no 31. Chapeau bordé d'or.
Le régiment se trouve au camp d'Aimeries-sur-Sambre en 1732,. 
1747 : bataille d'Assietta ou son colonel N. de Loménie, marquis de Brienne est tué.
Le 3 mai 1755, le second bataillon des régiments d’Artois et de La Reine embarquent à La Rochelle pour le Canada, avec comme gouverneur militaire Jean-Armand Dieskau. Il est posté à Louisbourg. Après la capitulation de Québec le 17 septembre 1759, le régiment retourne en France, où il demeure jusqu'à la fin de l'ancien régime.
Le 18 décembre 1772, le détachement du régiment qui avait été envoyé à l'île de France est incorporé dans le régiment de l'Île-de-France.
Stationné à Rennes en février 1789, le régiment d'Artois prend part aux événements de la journée des bricoles, prélude à la Révolution française dans la capitale bretonne.
Le 22 janvier 1791, le 2e bataillon s'embarque à Lorient pour aller réprimer les troubles à Saint-Domingue : il se mutine et chasse la plupart de ses officiers. Cependant, une partie du bataillon combat une incursion des Espagnols venus de la partie orientale de l'île.
Le 24 avril 1792, le 1er bataillon quitte Rennes pour aller se joindre à l'armée du Rhin. Il fait campagne autour de Mayence, Landau et Wissembourg.

## Personnages célèbres ayant servi au régiment
- Dominique Martin Dupuy (1767-1798), général de la Révolution, engagé comme simple soldat au régiment d'Artois en 1783[10].
- Joseph François Fririon (1771-1849), général de l'Empire et de la Seconde Restauration, entré comme simple volontaire au régiment d'Artois en 1791[11].
- Charles Étienne Gudin de La Sablonnière (1768-1812), général d'Empire, sous-lieutenant au régiment d’Artois en 1784.
- Étienne d'Hastrel (1766-1846), général d'Empire, sous-lieutenant au régiment d’Artois le 11 septembre 1781.